# Brakna

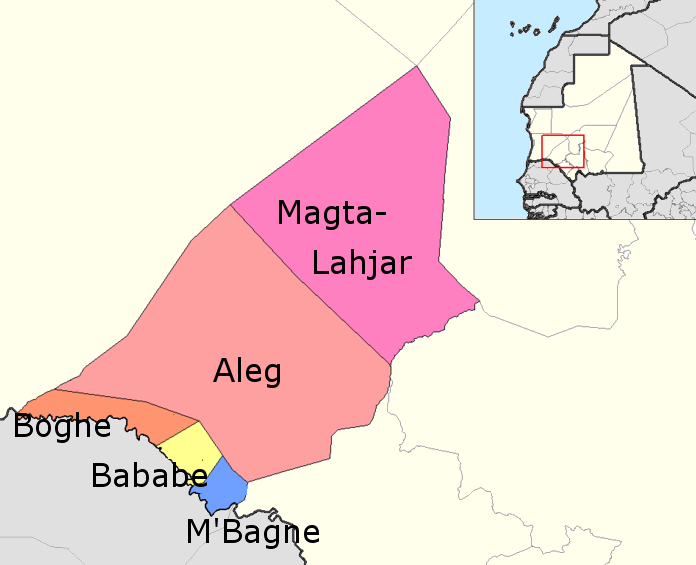
Départements in Brakna

Brakna (arabisch ولاية البراكنة, DMG Wilāyat al-Barākina) ist die dritte der 13 Verwaltungsregionen in Mauretanien.
Brakna ist eine vergleichsweise kleine, im Südwesten des Landes gelegene Region und grenzt an den Senegal, durch den Fluss Senegal getrennt, sowie an die mauretanischen Regionen Trarza im Westen und Norden sowie Tagant, Assaba und Gorgol im Osten.
Die Hauptstadt der Region ist Aleg und eine weitere wichtige Stadt ist Boghé. Brakna gliedert sich in die fünf Distrikte Aleg, M’Bagne, Bababé, Boghé und Magta Lahjar.
Die Bevölkerungszahl der Region hat in den Jahren 2000 bis 2023 von 247.006 auf 391.310 Einwohner zugenommen.